# 卡里湖
58°18′N 26°25′E / 58.300°N 26.417°E

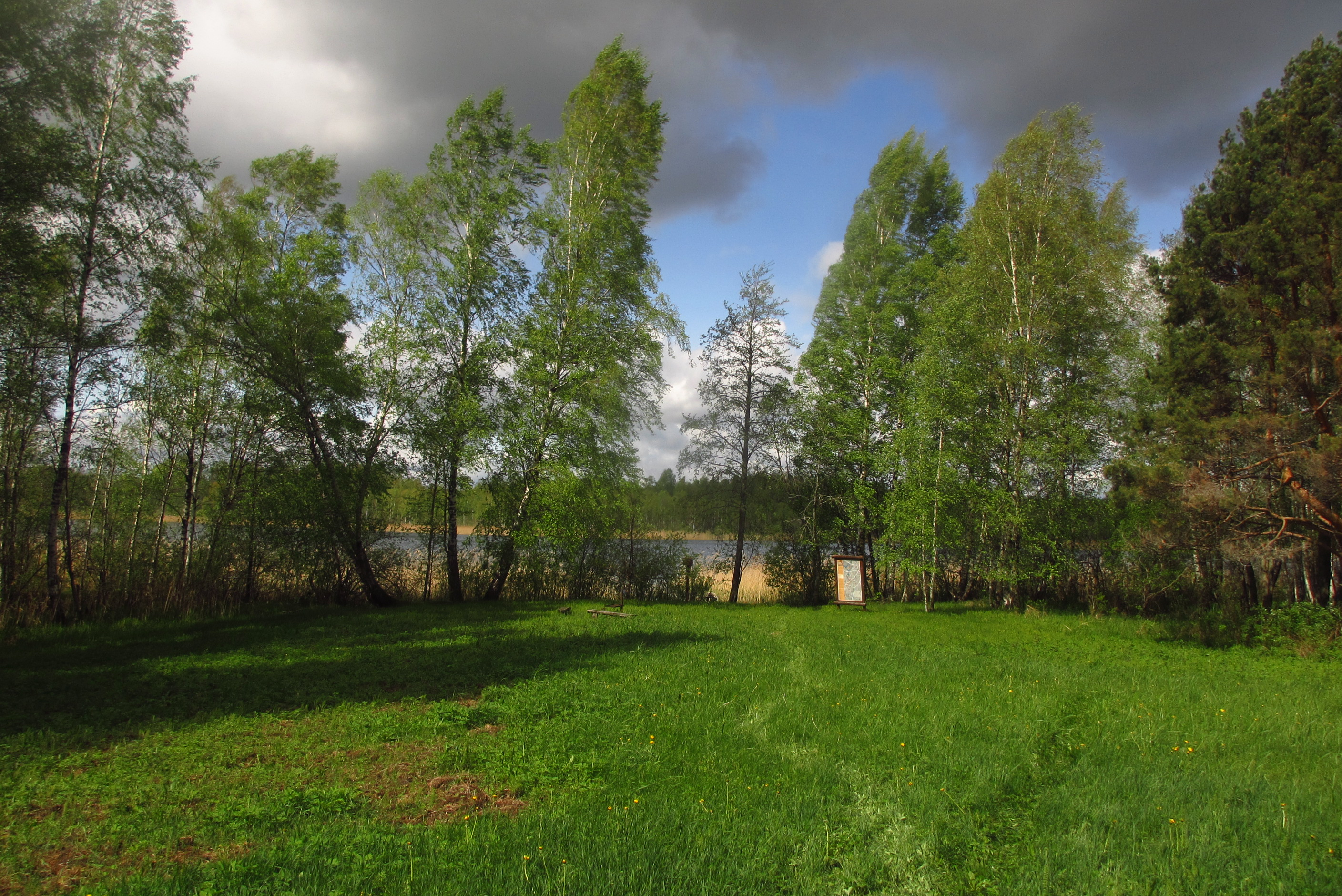

卡里湖，是愛沙尼亞的湖泊，位於該國東南部塔爾圖縣，由孔古塔鄉負責管轄，面積0.9平方公里，海拔高度33米，平均水深6米，最大水深15米。